# Krakauer Aufstand

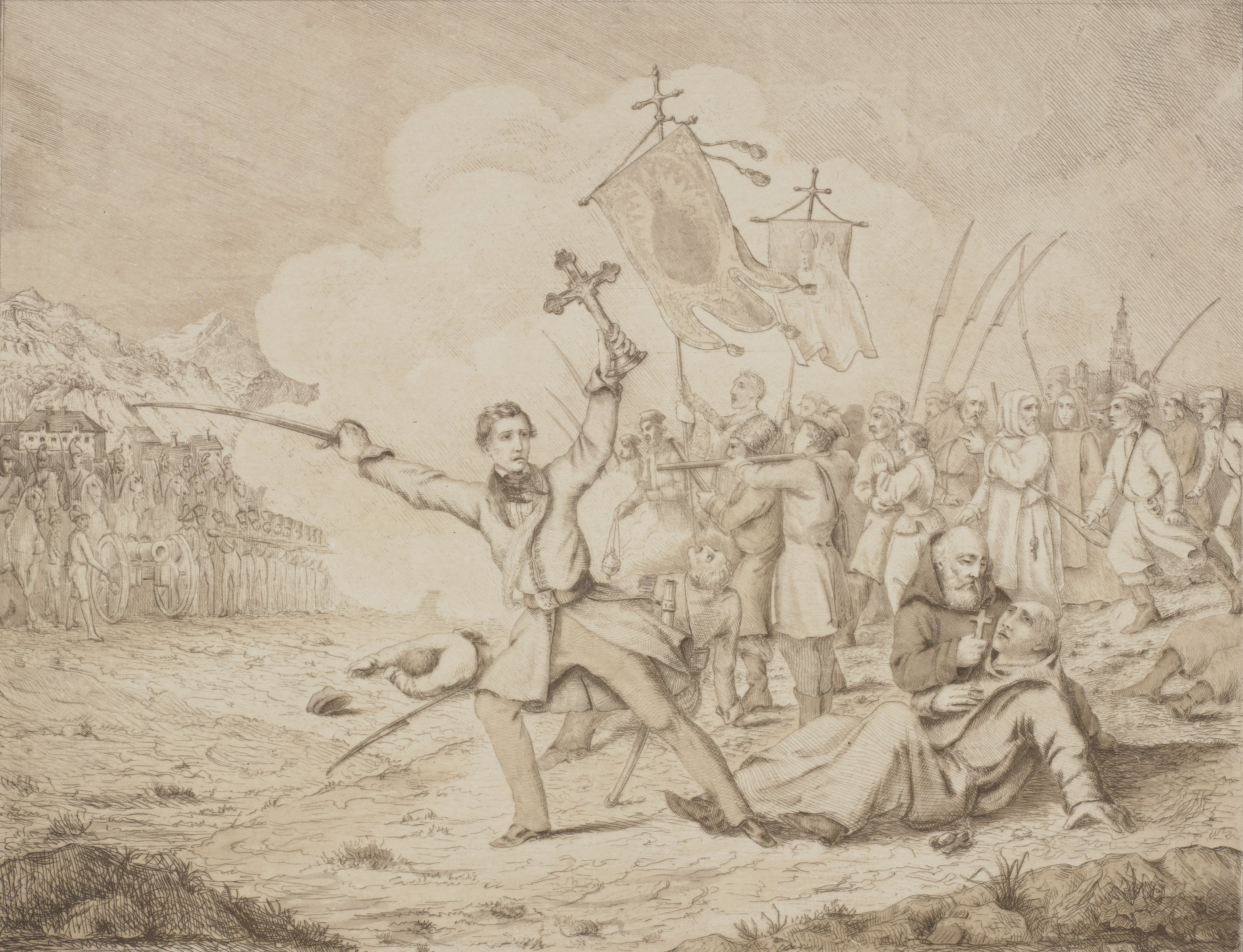
Edward Dembowski während des Aufstandes, zeitgenössische Darstellung

Der Krakauer Aufstand vom 18. Februar 1846 sollte neben dem Aufstand in der Provinz Posen Teil eines allgemeinen Krieges um die Wiederherstellung des polnischen Staates werden. Er blieb allerdings isoliert und wurde rasch niedergeschlagen. Er endete mit Übergriffen der erbuntertänigen Bauern gegen die polnischen Gutsbesitzer und der Annexion der Republik Krakau durch das Kaisertum Österreich.

## Vorgeschichte
In den polnischen Teilungsgebieten entstanden in den 1840er Jahren neue politische Organisationen mit dem Ziel einer Erneuerung des polnischen Staates, darunter die „Demokratische Gesellschaft“ in Warschau und der Provinz Posen. In Posen entstand auch der „Plebejische Bund“ um Walenty Stefański, der bis nach Pommern und Westpreußen ausstrahlte.
Im Frühjahr 1845 beschloss das Zentralkomitee in Posen, einen Aufstand vorzubereiten. Hauptgrund war die Befürchtung, dass politische Reformen der Teilungsmächte die polnische Identität verschütten könnten. Man plante in Posen und Galizien das dort stationierte preußische beziehungsweise österreichische Militär zu überfallen und im russischen Teil Polens einen Aufstand auszulösen. Dieser sollte in einen allgemeinen Krieg übergehen. Das Ziel war es, den polnischen Staat in den Grenzen vor den polnischen Teilungen wieder zu errichten. Im Januar 1846 wurde in Krakau die Bildung einer nationalen Regierung mit Karol Libelt an der Spitze beschlossen.
Es kam aber in Preußen nicht zur Ausführung der Pläne, da diese an die Polizei verraten worden waren. Die Anführer wurden verhaftet. In Preußen wurde ein Prozess gegen die Aufständischen vorbereitet, der sogenannte Polenprozess.

## Verlauf
In der teilautonomen Republik Krakau war die Bewegung erfolgreicher. Die österreichischen Beamten mussten aus der Stadt fliehen, und eine polnische Nationalregierung übernahm die Kontrolle über die Republik. Diese hatte die Unterstützung sowohl des Bürgertums als auch der unteren Schichten und aus den Kreisen der polnischen Diaspora. Das von Karol Libelt verfasste „Krakauer Manifest“ vom 22. Februar 1846 kündigte eine Bauernbefreiung, die Unterstützung der Armen und die vollständige Gleichberechtigung der Juden an.
Die Krakauer Regierung stellte eine kleine Armee auf und die Bauern wurden zum Aufstand ermutigt. Die Österreicher ihrerseits ermunterten in Galizien die Bauern zum Widerstand gegen die polnischen Gutsbesitzer (siehe Galizischer Bauernaufstand 1846), zu denen sie in einem Verhältnis der Erbuntertänigkeit standen.
Die polnischen Truppen wurden von den Österreichern geschlagen. Jan Tyssowski hatte sich am 24. Februar zum Diktator ausgerufen. Er gab am 2. März auf und floh mit 1500 Mann auf preußisches Gebiet, wo die Polen interniert wurden. Der am Aufstand maßgeblich beteiligte sozialrevolutionär eingestellte Philosoph Edward Dembowski (1822–1846) starb am 27. Februar beim Kampf in Podgórze. In Westgalizien wurden zahlreiche Gutshäuser zerstört und tausende Angehörige der polnischen Gutsbesitzerschicht getötet. Die österreichische Armee schlug schließlich auch diese Unruhen nieder. Die Regierung in Wien nutzte die soziale Unzufriedenheit der Landbevölkerung geschickt gegen die polnische Unabhängigkeitsbewegung aus.

## Folgen
In der Folge des Aufstandes wurde die Republik Krakau am 16. November 1846 vom Kaisertum Österreich annektiert. Für die Polen hatte das „Krakauer Manifest“ große Bedeutung, da dort zum ersten Mal die nationale und die soziale Frage zusammengebracht wurden.

## Analyse
Der Historiker Pieter M. Judson sieht den Krakauer Aufstand mit Blick auf die Nationalitätenfrage als Zeichen dafür, dass die polnische Bauernschaft im 19. Jahrhundert kaum für eine polnisch-nationalistische Agitation anfällig war: „Polnische Demokraten und der national gesinnte Adel stellten ihre Rebellion als den Versuch dar, das Land vom repressiven österreichischen Kaiserstaat zu befreien. Galizische Bauern jedoch unterwarfen sich lieber der Herrschaft eines Habsburgerkaisers, der zwischen ihnen und den die Peitsche schwingenden tyrannischen Grundbesitzern stand, als in einem unabhängigen polnischen Staat zu leben. Es gab keine Gefühle nationaler Solidarität.“